# Colletes rufosignatus
Colletes rufosignatus is een vliesvleugelig insect uit de familie Colletidae. De wetenschappelijke naam van de soort is voor het eerst geldig gepubliceerd in 1918 door Cockerell.